# العلاقات البوتانية الوسط إفريقية
العلاقات البوتانية الوسط أفريقية هي العلاقات الثنائية التي تجمع بين بوتان وجمهورية أفريقيا الوسطى.

## مقارنة بين البلدين
هذه مقارنة عامة ومرجعية للدولتين:
| وجه المقارنة                                              | بوتان          | جمهورية أفريقيا الوسطى      |
| --------------------------------------------------------- | -------------- | --------------------------- |
| المساحة (كم2)                                             | 38.39 ألف      | 622.98 ألف                  |
| عدد السكان (نسمة)                                         | 807.61 ألف     | 4.66 مليون                  |
| الكثافة السكانية (ن./كم²)                                 | 21.04          | 7.48                        |
| العاصمة                                                   | تيمفو          | بانغي                       |
| اللغة الرسمية                                             | لغة دزونكا     | لغة فرنسية، اللغة السانغوية |
| العملة                                                    | نغولترم بوتاني | فرنك وسط أفريقي             |
| الناتج المحلي الإجمالي (بليون دولار)                      | 2.51 مليار     | 1.95 مليار                  |
| الناتج المحلي الإجمالي (تعادل القوة الشرائية) بليون دولار | 6.49 مليار     | 3.03 مليار                  |
| الناتج المحلي الإجمالي الاسمي للفرد دولار أمريكي          | 2.66 ألف       | 323                         |
| الناتج المحلي الإجمالي للفرد دولار أمريكي                 | 7.82 ألف       | 594                         |
| مؤشر التنمية البشرية                                      | 0.605          | 0.350                       |
| رمز المكالمات الدولي                                      | +975           | +236                        |
| رمز الإنترنت                                              | .bt            | .cf                         |
| المنطقة الزمنية                                           | ت ع م+06:00    | ت ع م+01:00                 |

## منظمات دولية مشتركة
يشترك البلدان في عضوية مجموعة من المنظمات الدولية، منها:
| علم المنظمة | اسم المنظمة                        | تاريخ انضمام بوتان | تاريخ انضمام جمهورية أفريقيا الوسطى |
| ----------- | ---------------------------------- | ------------------ | ----------------------------------- |
|             | مؤسسة التنمية الدولية              | 28 سبتمبر 1981     | 27 أغسطس 1963                       |
|             | يونسكو                             | 13 أبريل 1982      | 11 نوفمبر 1960                      |
|             | وكالة ضمان الاستثمار متعدد الأطراف | 21 أكتوبر 2014     | 8 سبتمبر 2000                       |
|             | الأمم المتحدة                      | 21 سبتمبر 1971     | 20 سبتمبر 1960                      |
|             | الاتحاد البريدي العالمي            | ?                  | ?                                   |
|             | البنك الدولي للإنشاء والتعمير      | 28 سبتمبر 1981     | 10 يوليو 1963                       |
|             | الاتحاد الدولي للاتصالات           | 15 سبتمبر 1988     | 2 ديسمبر 1960                       |
|             | منظمة حظر الأسلحة الكيميائية       | ?                  | ?                                   |
|             | مؤسسة التمويل الدولية              | 1 ديسمبر 2003      | 1 أبريل 1991                        |
|             | منظمة الشرطة الجنائية الدولية      | ?                  | ?                                   |

## وصلات خارجية
- موقع وزارة الخارجية البوتانية